# Сиролімус
Сиролімус (англ. Sirolimus, лат. Sirolimus), також Рапаміцин — природний лікарський препарат, який за своєю хімічною будовою має макролідну структуру. Сиролімус має імуносупресивну дію, і першим використанням його стало застосовання у трансплантології для профілактики відторгнення трансплантату після трансплантації нирки. Натепер сиролімус застосовується як один із видів покриття для стентів із антипроліферативним покриттям, які застосувуються для профілактики тромбозу стента.

## Історія

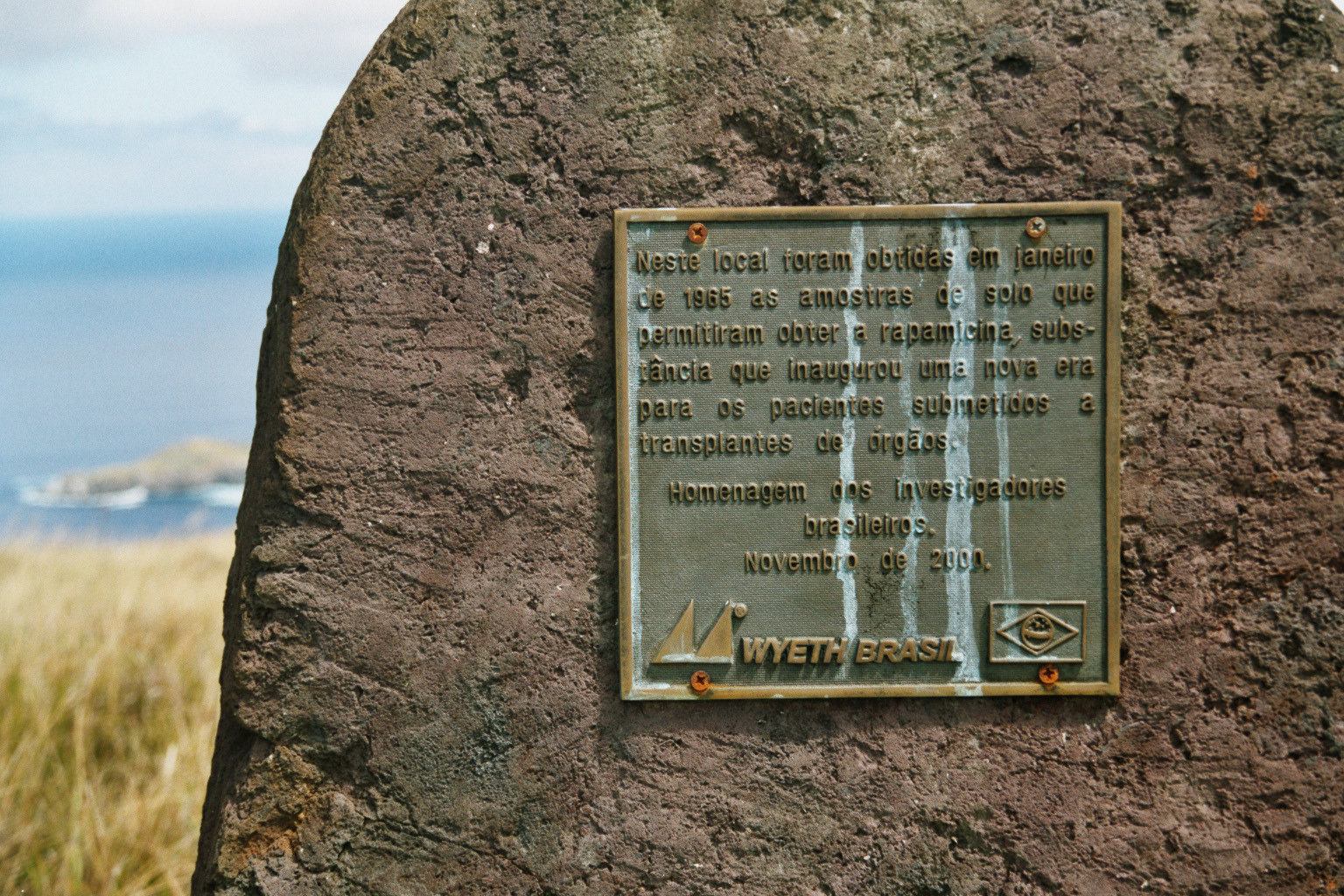
Пам'ятний знак із написом португальською мовою, присвячений відкриттю сиролімусу (рапаміцину), на острові Пасхи, неподалік Рано-Кау.

Уперше сиролімус виявлений у 1972 році в продуктах життєдіяльності бактерії Streptomyces hygroscopicus групою дослідників під керівництвом Сурена Сегала на острові Пасхи. Спочатку дослідники присвоїли новій речовині назву «рапаміцин» у честь місцевої назви острова — Рапануї. Спочатку в дослідженнях встановлено протигрибкові властивості сиролімуса, проте у подальших дослідженнях виявлено імуносупресивні та антипроліферативні властивості препарату, у дослідженнях сиролімус пригнічував ріст злоякісних пухлин у експериментальних тварин, а у 1999 році в Європі проведене багатоцентрове клінічне дослідження, у якому було встановлено ефективність сиролімусу в профілактиці відторгнення трансплантату при трансплантації нирки. Сиролімус розпочала випускати американська компанія «Wyeth» під торговою маркою «Рапамун», та був допущений до використання у США у 1999 році, а у Європейському Союзі у 2001 році. Вже у 2001 році були також опубліковані результати досліджень по застосуванні сиролімуса як покриття для стентів для профілактики рестенозу стента. Перші такі стенти розпочала випускати фірма «Cordis», яка є підрозділом корпорації «Johnson & Johnson», під торговою маркою «Cypher» з 2003 року.

## Фармакологічні властивості
Сиролімус — природний лікарський засіб, який отримується з продуктів життєдіяльності Streptomyces hygroscopicus, та має макролідну будову. Механізм дії препарату повністю не встановлений, хоча він відрізняється від механізму дії близького йому по хімічній структурі такролімуса, встановлений експериментально механізм дії сиролімуса полягає у блокуванні інтерлейкін-2-залежної проліферації T-лімфоцитів за рахунок гальмування кальцій-опосередкованоїй та кальцій-незалежній передачі сигналу і зв'язування зі специфічним білком цитозолю імунофіліном; а також блокуванні стимуляції серин-треонінкінази mTOR, яка відіграє важливу роль у формуванні імунної відповіді у клітинах. Початково сиролімус застосовувався для профілактики відторгнення трансплантату при трансплантації нирки. Встановлено також ефективність сиролімусу для запобігання рецидивів раку шкіри. Пізніше встановлено, що сиролімус також гальмує проліферацію клітин гладеньких м'язів кровоносних судин шляхом підвищення концентрації білка p27, який є інгібітором циклін-залежних протеїнкіназ та сприяє гальмуванню процесів проліферації гладком'язових клітин. Це відкриття спричинило зміну основного застосування сиролімусу, який з 2003 року застосовується для покриття стентів із метою профілактики рестенозів стенту. Згідно клінічних досліджень, стенти із покриттям сиролімусом (так звані сиролімус-еліюючі стенти) є ефективніші від стентів без покриття, хоча й вони повністю не запобігають рестенозу стента. Стенти із сиролімусом більш ефективні, ніж стенти із паклітакселом, хоча й менш ефективні, ніж стенти з еверолімусом. Сиролімус також застосовується для внутрішньоочного застосування при лікуванні неінфекційних увеїтів заднього сегменту очних яблук. Сиролімус також застосовується для лікування рідкісного захворювання, відомого під назвою лімфангіолейоміоматоз.

### Фармакокінетика
Сиролімус швидко всмоктується після перорального застосування, проте біодоступність препарату при застосуванні у формі розчину для перорального застосування становить лише 14 %, а у вигляді таблеток 18 %, при вживанні їжі із незначним вмістом жирів біодоступність препарату зменшується, а при вживанні жирної їжі біодоступність сиролімусу збільшується. Максимальна концентрація препарату досягається протягом 1 години у здорових людей та 2 години в осіб у стабільному стані після трансплантації нирки. Сиролімус проникає через плацентарний бар'єр та виділяється в грудне молоко. Метаболізується сиролімус у печінці з утворенням 7 малоактивних метаболітів. Виводиться препарат переважно із жовчю (більш ніж на 90 %), із сечею виводиться близько 2 % сиролімусу. Період напіввиведення препарату становить 46—78 годин, цей час не змінюється при печінковій та нирковій недостатності.

## Показання до застосування
Сиролімус застосовується для профілактики реакції відторгнення трансплантату після трансплантації нирки разом із циклоспорином та глюкокортикоїдними гормонами, для внутрішньоочного застосування при лікуванні неінфекційних увеїтів заднього сегменту очних яблук, для лікування лімфангіолейоміоматозу, а також для покриття стентів як антипроліферативне покриття для профілактики рестенозу стента.

## Побічна дія
При застосуванні сиролімуса побічні ефекти спостерігаються часто, та спостерігаються у близько 30 % випадків при застосуванні при трансплантації нирки (сумісно із циклоспорином) та у 20 % випадків при застосуванні при лімфангіолейоміоматозі. Найчастішими побічними ефектами сиролімусу є лімфоцеле (більше 10 % випадків застосування); периферичні набряки; погіршення заживлення ран; початок бактеріальних, вірусних або грибкових інфекцій, або загострення хронічних інфекцій (у тому числі спричинених мікобактеріями або вірусом Епштейна-Барр); токсичне ураження печінки (у тому числі некроз печінки); головний біль; нудота; діарея або запор; біль у животі; анемія; тромбоцитопенія; артеріальна гіпертензія; підвищення рівня креатиніну в крові; гіперхостеринемія; гіпертригліцеридемія. При застосуванні сиролімуса може також спостерігатися порушення толерантності до глюкози та інсулінорезистентність. Частим побічним ефектом сиролімуса є інтерстиційне ураження легень, у тому числі при трансплантації легень, а також при трансплантації серця.

## Протипокази
Сиролімус протипоказаний при підвищеній чутливості до препарату, при вагітності та годуванні грудьми, особам у віці до 18 років.

## Форми випуску
Сиролімус випускається у вигляді таблеток по 0,0005; 0,001 та 0,002 г; розчину для перорального застосування із вмістом сиролімусу 1 мг на 1 мл розчину, а також у вигляді внутрішньоочного імплантанту.